# 367
Правління Валентиніана I у Західній Римській імперії й Валента в Східній Римській імперії. У Китаї правління династії Цзінь. В Індії правління імперії Гуптів. У Японії триває період Ямато. У Персії править династія Сассанідів.
На території лісостепової України Черняхівська культура. У Північному Причорномор'ї готи й сармати. Історики VI століття згадують плем'я антів, що мешкало на території сучасної України приблизно з IV сторіччя.

## Події
- Імператор Валентиніан I провів каральну операцію проти алеманів, які знову перейшли Рейн і сплюндрували Майнц.
- У Британії збунтував римський гарнізон Адріанового валу, чим скористалися пікти, прорвавшись на південь. Одночасно атакоти і скоти з Гібернії (Ірландія) та сакси з континенту напали на західне й південно-східне узбережжя, відповідно.
- Син Валентиніана I Граціан проголошений августом.
- Валентиніан I викликає легіони з Іліріку для великомасштабної операції проти франків та алеманів.
- Антипапу Урсіна вигнали з Риму в Галлію.
- Імператор Валент прийняв хрещення.